# Synaptomys borealis
Synaptomys borealis là một loài động vật có vú trong họ Cricetidae, bộ Gặm nhấm. Loài này được Richardson mô tả năm 1828.